# برلینگتون آرکید

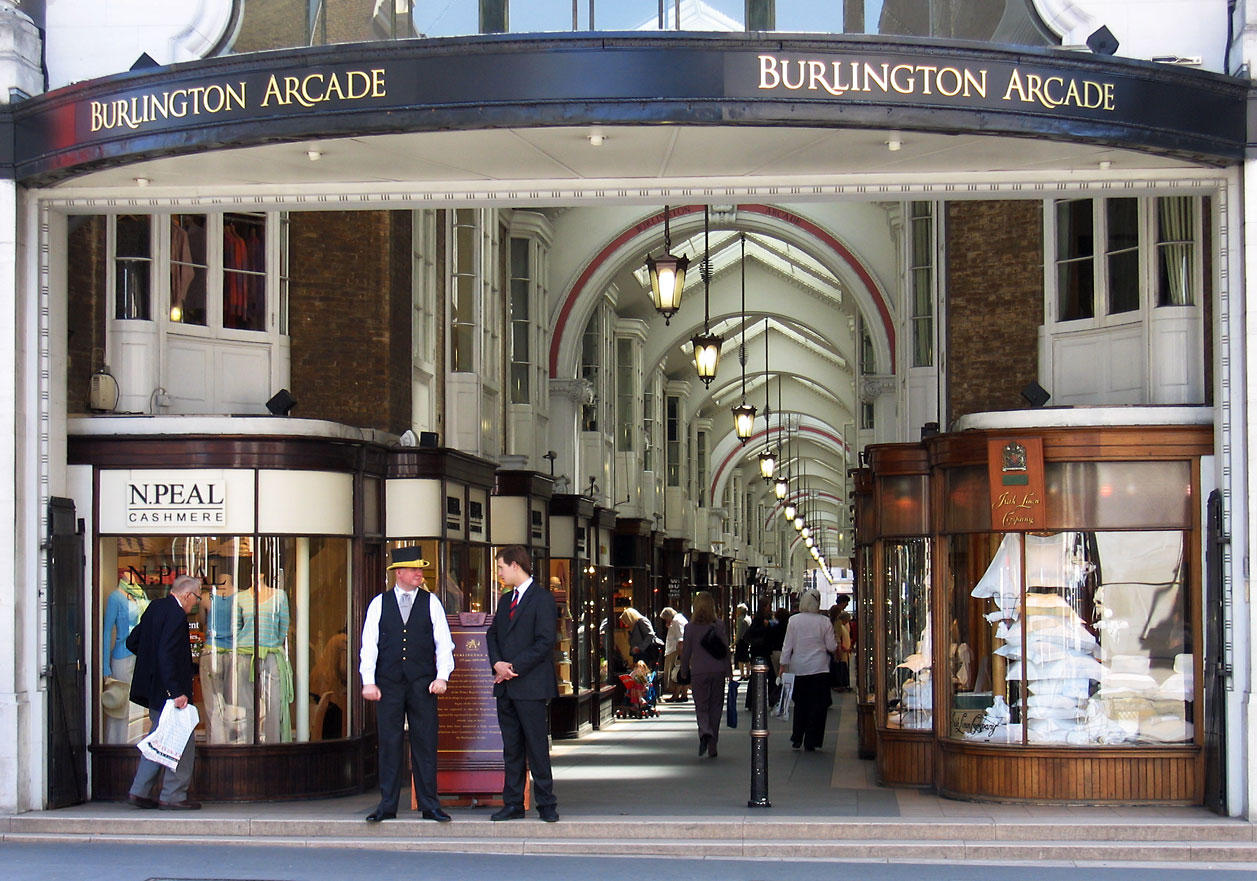
ورودی شمالی برلینگتون آرکید

برلینگتون آرکید (انگلیسی: Burlington Arcade) یک مرکز خرید در لندن، انگلستان است. این مرکز خرید که در خیابان باند قرار دارد در سال ۱۸۱۹ میلادی تاسیس شده و از مراکز خرید مدرن در اروپا در زمان تاسیس محسوب می‌شده‌است، برلینگتون آرکید امروزه محل فروش اجناس لوکس همانند لباس زنانه و مردانه، کیف و کفش و جواهرآلات می‌باشد.

## نگارخانه

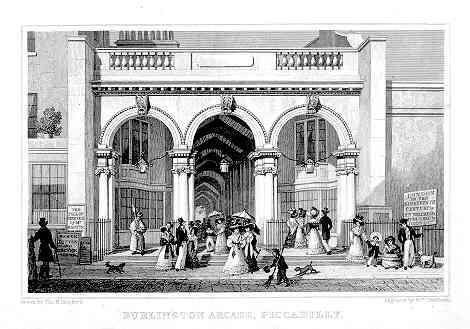
۱۸۲۷-۲۸
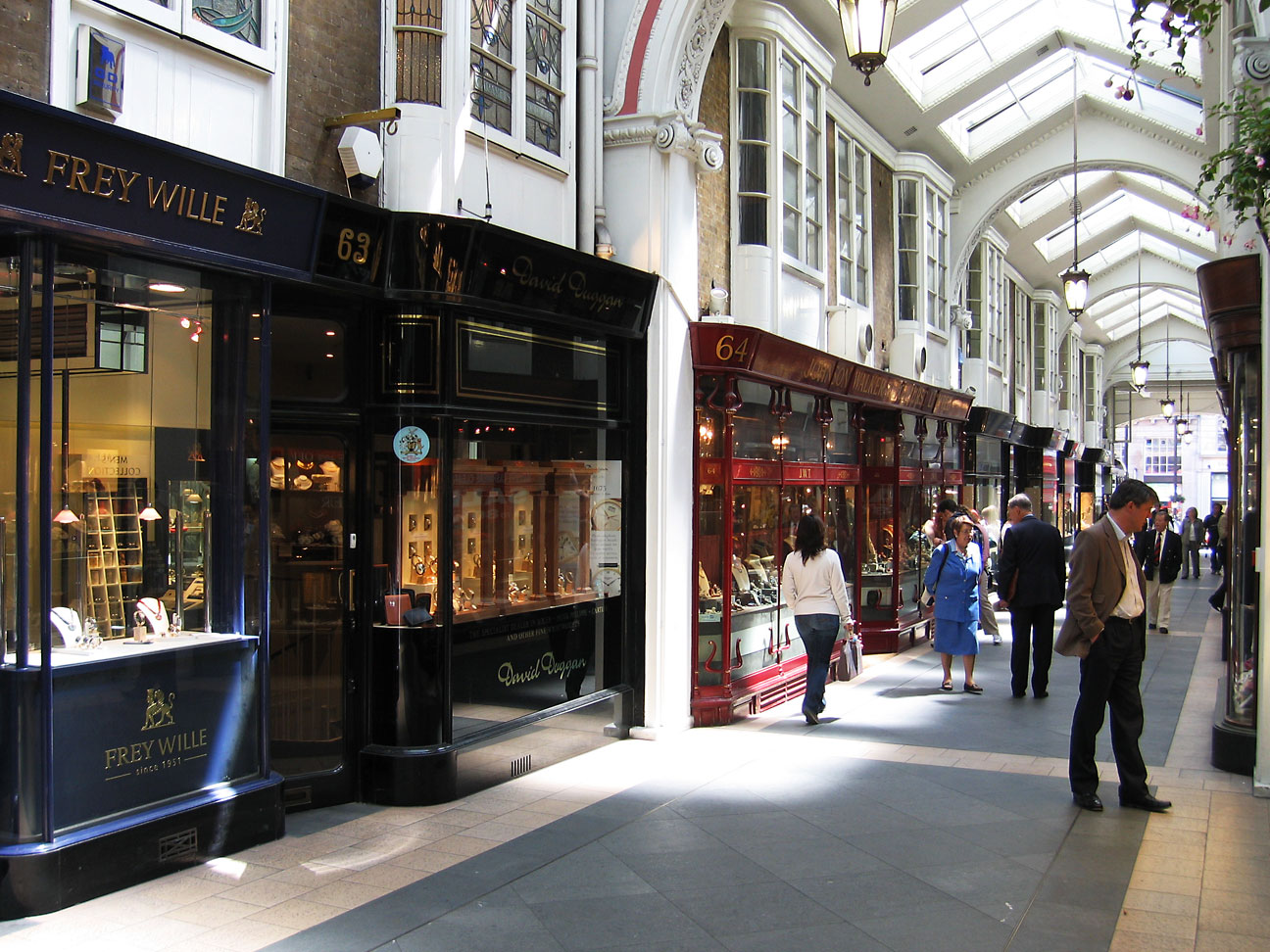
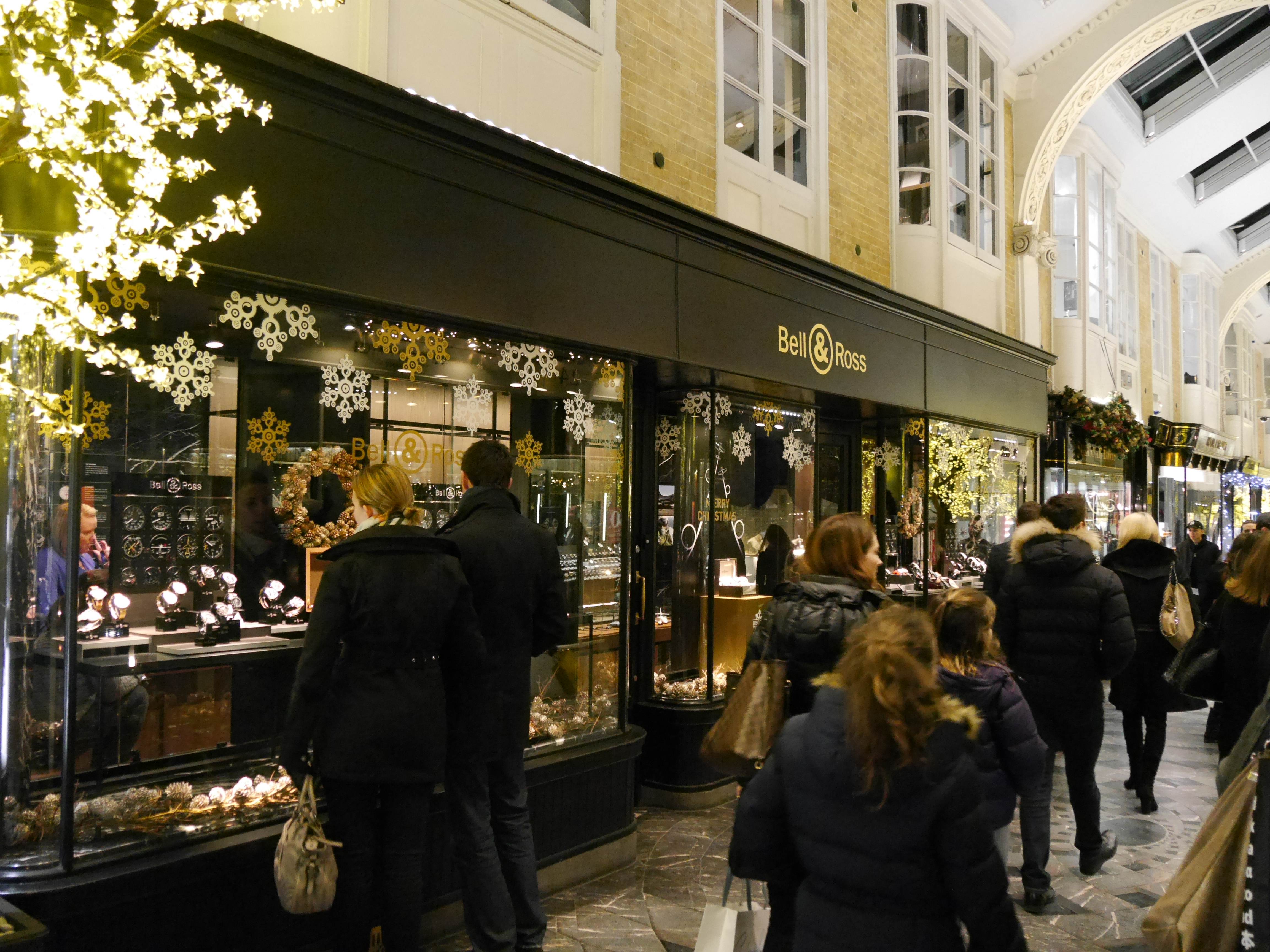
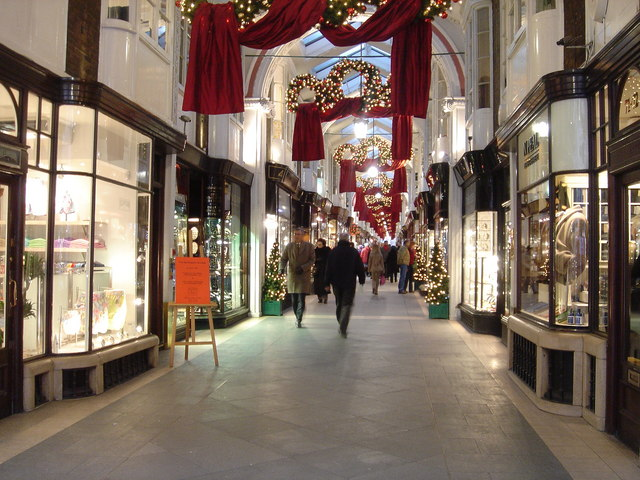
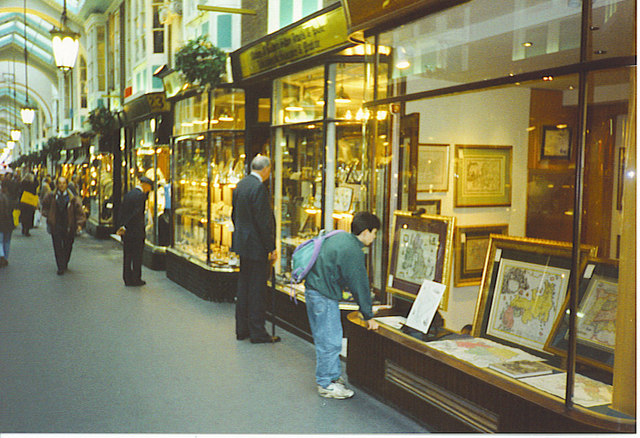
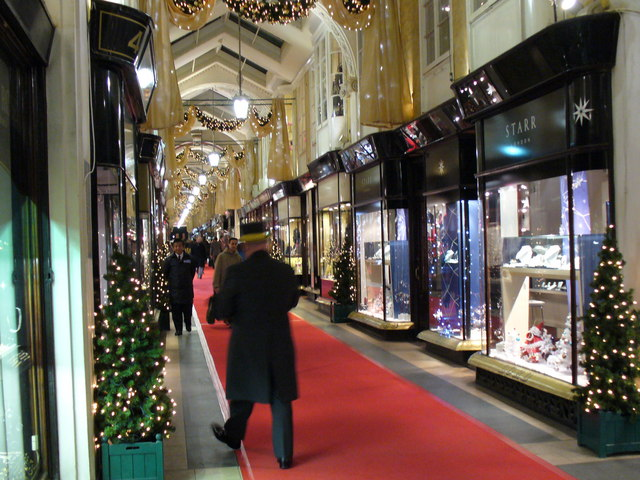
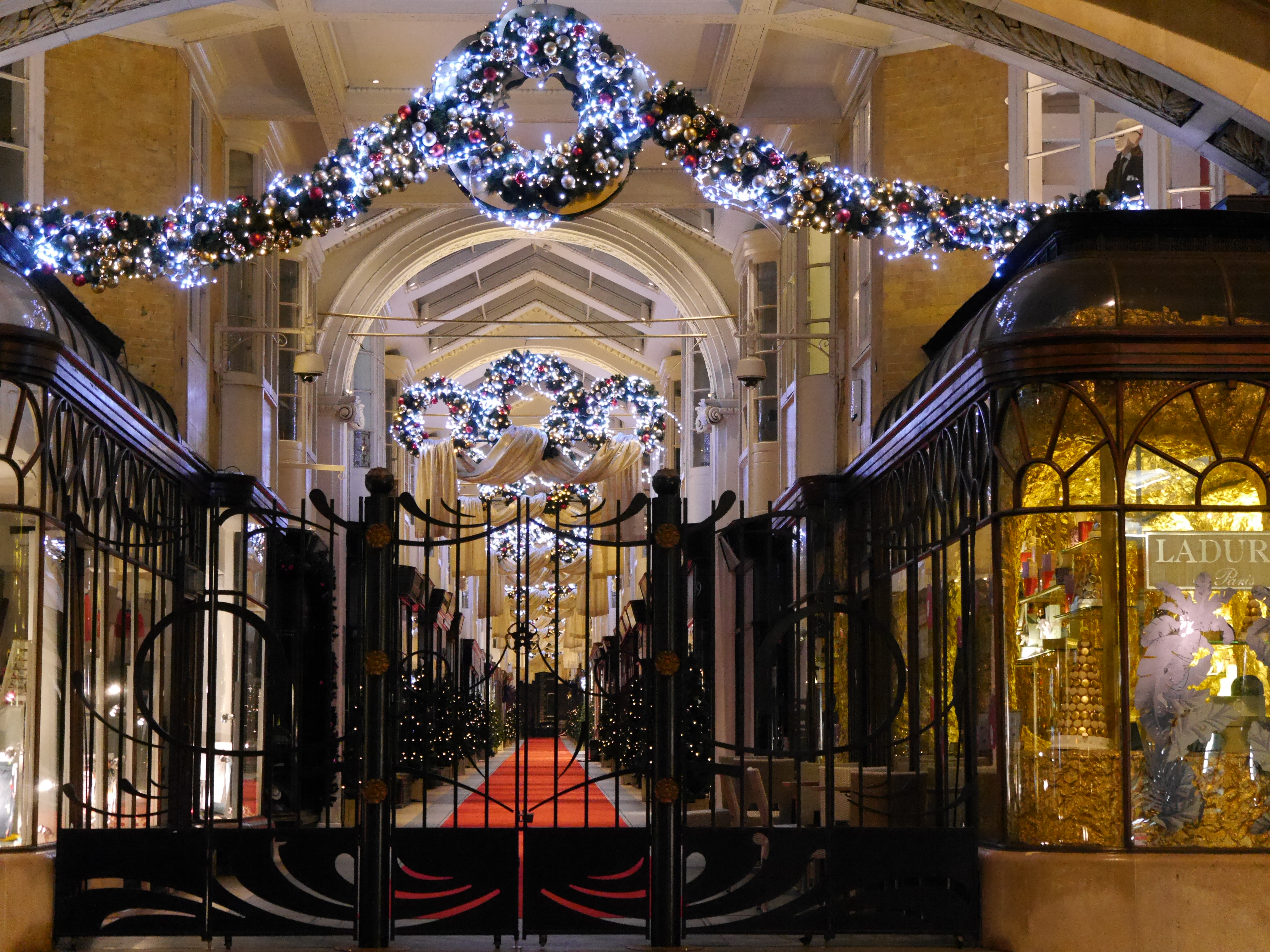
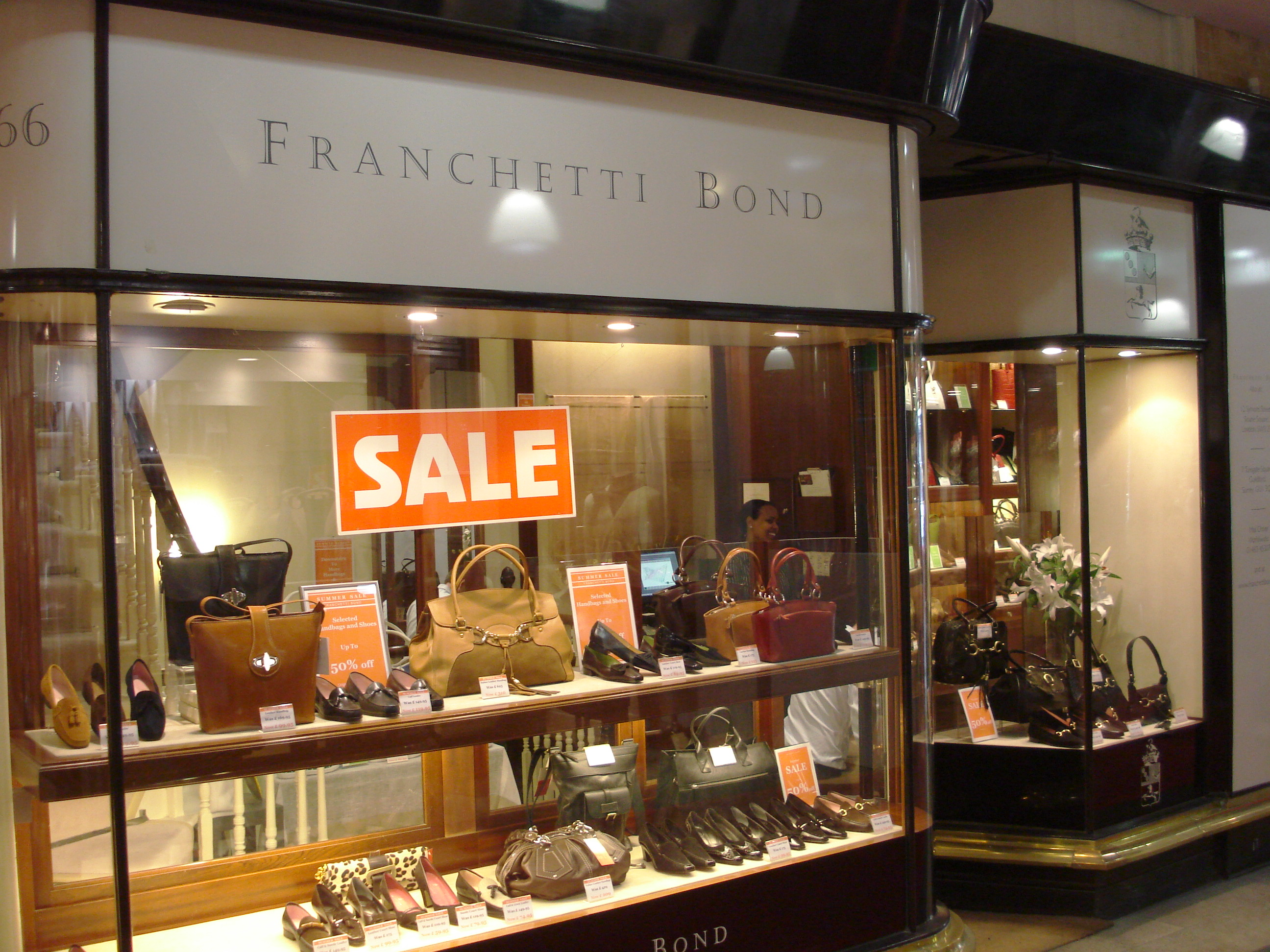
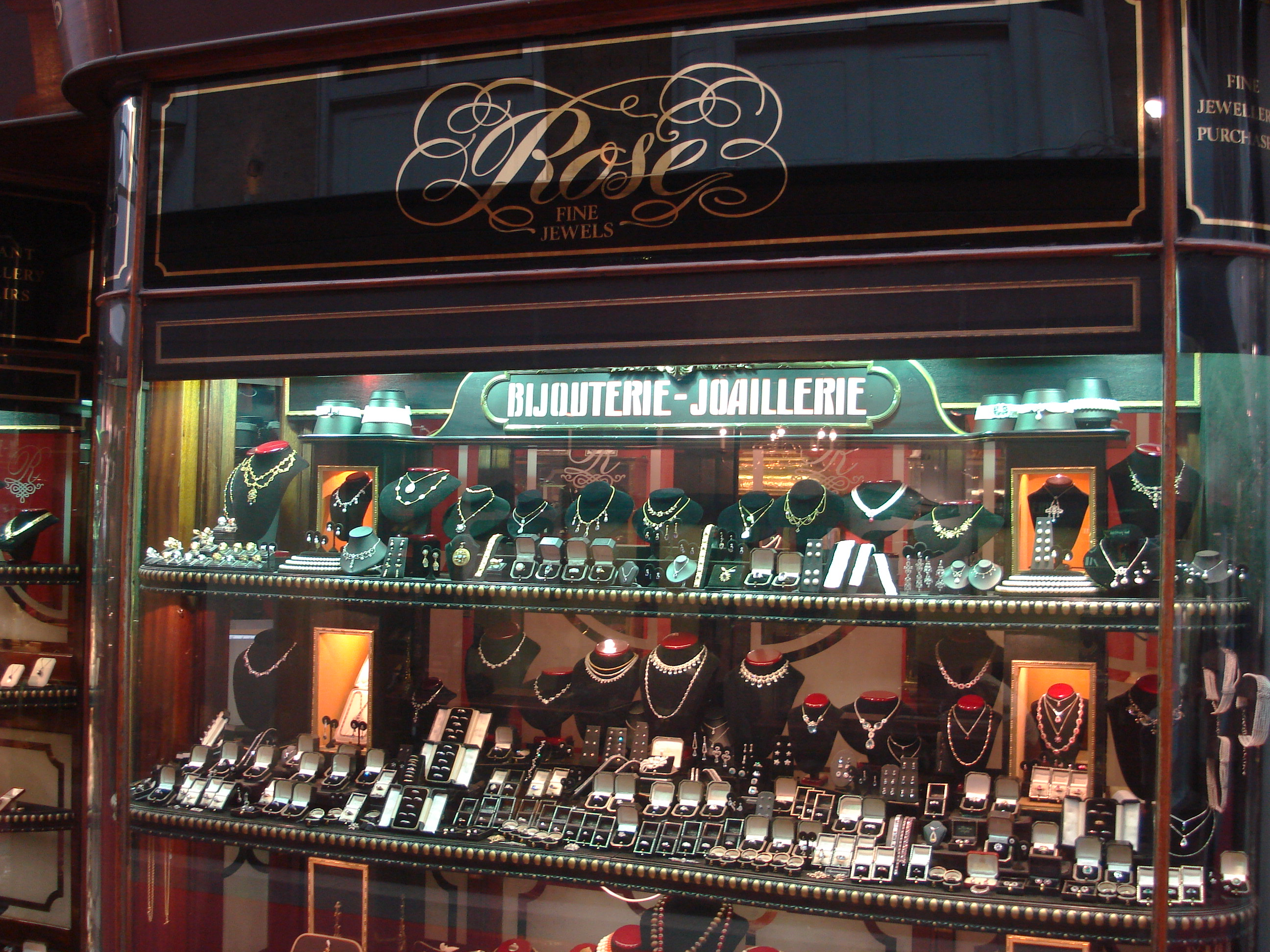
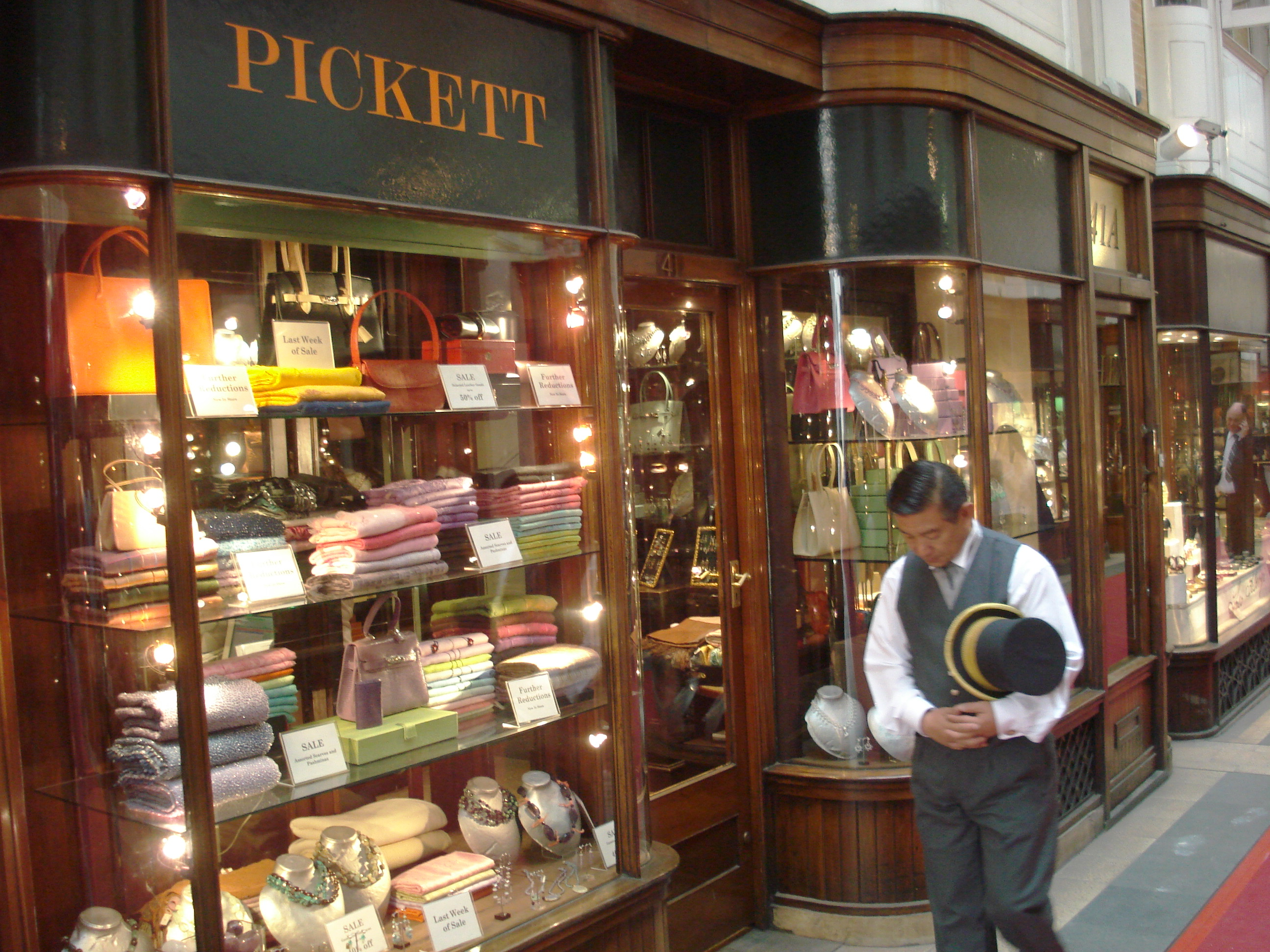
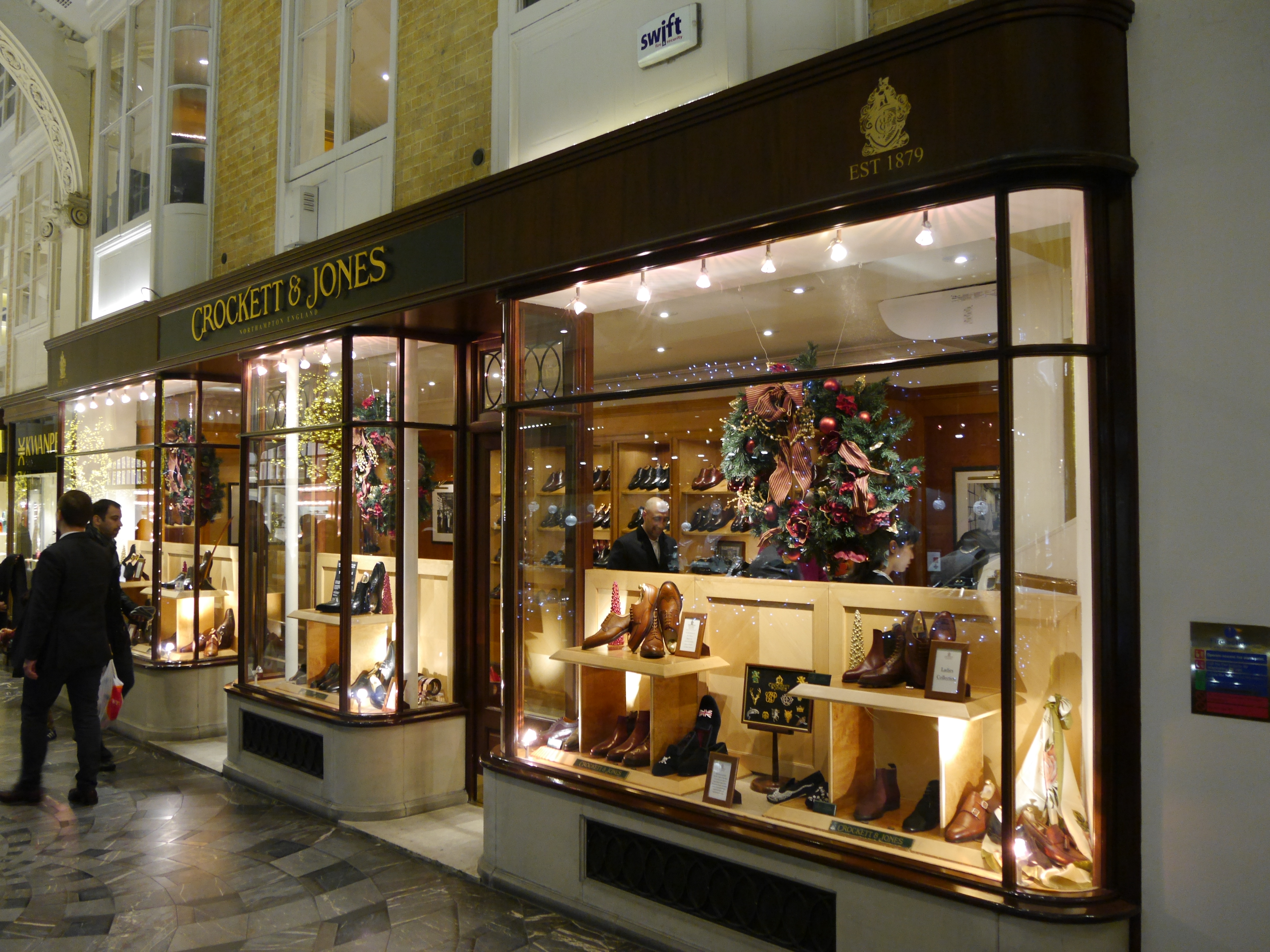
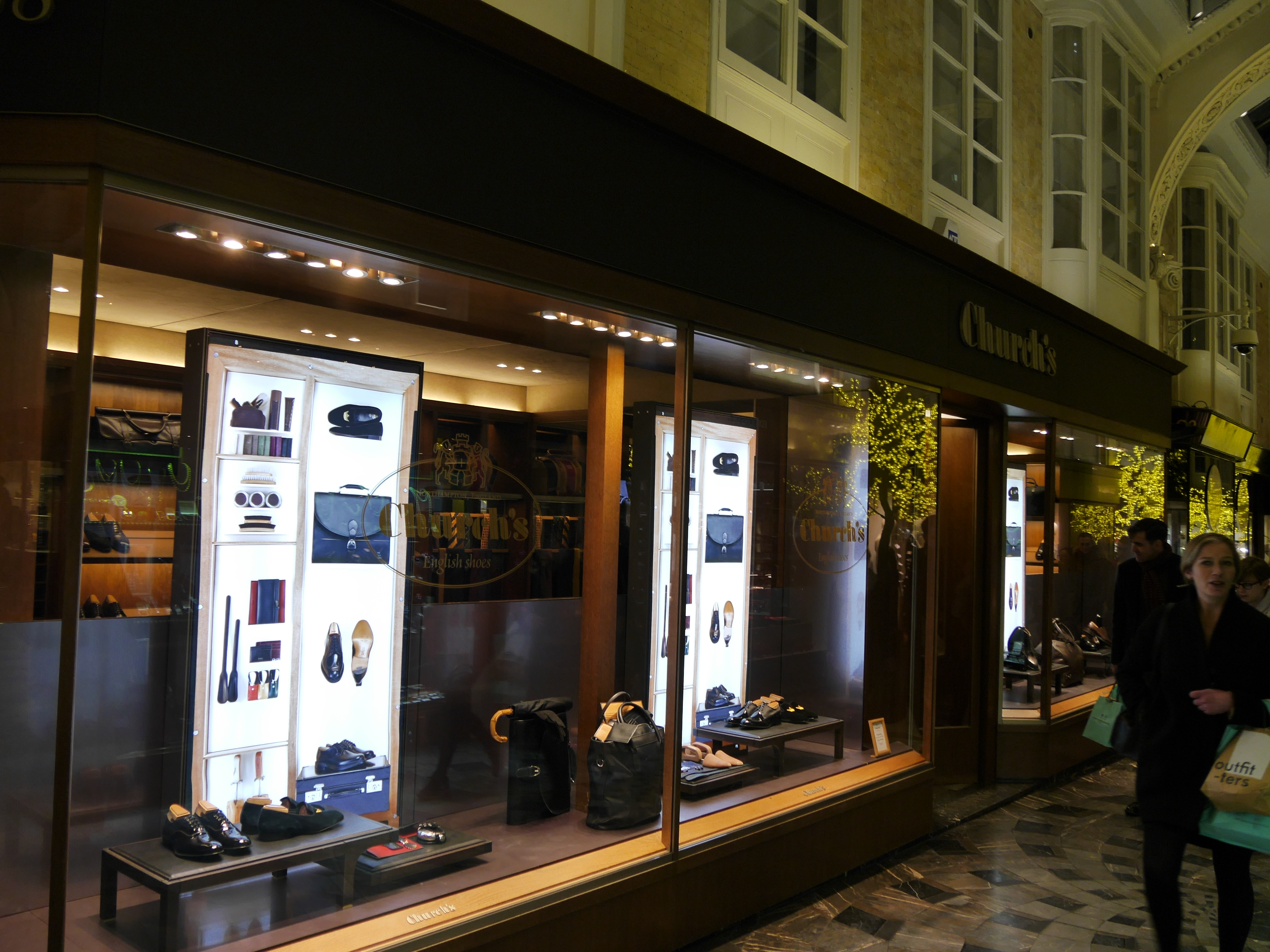
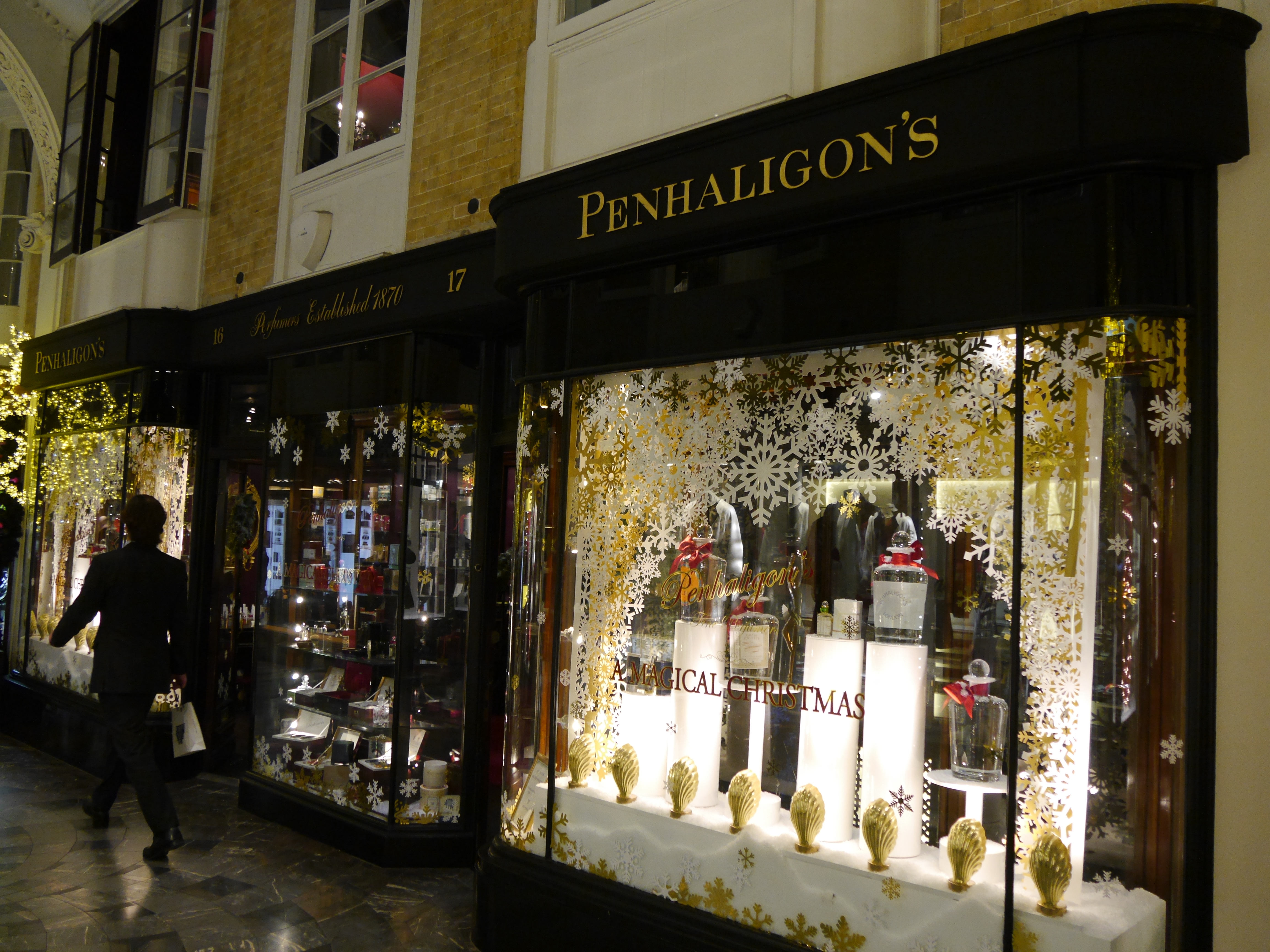